# Cryptocarya hypoglauca
Cryptocarya hypoglauca är en lagerväxtart som beskrevs av Carl Daniel Friedrich Meisner. Cryptocarya hypoglauca ingår i släktet Cryptocarya och familjen lagerväxter. Inga underarter finns listade i Catalogue of Life.